# Michael Learned
Michael Learned, est une actrice américaine née le 9 avril 1939 à Washington, of District of Columbia, aux (États-Unis).
Elle fut récompensée à plusieurs reprises aux Emmy Awards dans les années 1970 pour son interprétation d’Olivia « Livie » Walton dans la série télévisée La Famille des collines.

## Biographie

### Vie privée
Du 10 novembre au 22 décembre 2011, l’actrice Michael Learned remplace pour raisons de santé  Jeanne Cooper "Katherine Chancellor" des feux de l'amour.

## Filmographie
( novembre 2024).
- 1963 : The Other Man (feuilleton TV)
- 1974 : Hurricance (TV) : Lee Jackson
- 1974 : It Couldn't Happen to a Nicer Guy (en) (TV) : Janet Walters
- 1976 : Widow (TV) : Lynn Caine
- 1978 : Little Mo (TV) : Eleanor 'Teach' Tennant
- 1980 : Nurse (TV) : Mary Benjamin
- 1980 : Off the Minnesota Strip (TV) : Hughlene Johansen
- 1980 : Touched by Love de Gus Trikonis : Dr Bell
- 1980 : A Christmas Without Snow (TV) : Zoe Jensen
- 1981 : Nurse (série télévisée) : Nurse Mary Benjamin
- 1982 : Mother's Day on Waltons Mountain (TV) : Olivia Walton
- 1984 : The Parade (TV) : Rachel Kirby
- 1986 : All My Sons (TV) : Kate Keller
- 1986 : Les Coulisses du pouvoir (Power) : Governor Andrea Stannard, Washington
- 1986 : Une affaire meurtrière (TV) : Ann
- 1986 : Picnic (TV) : Rosemary Sidney
- 1987 : Mercy or Murder? (TV) : Skipper
- 1988 : Hothouse (TV) : Dr Marie Teller
- 1988 : Hothouse (série télévisée) : Dr Marie Teller
- 1988 : Roots: The Gift (TV) : Amelia
- 1989 : Living Dolls (série télévisée) : Miss Patricia "Trish" Carlin
- 1990 : Gunsmoke: The Last Apache (TV) : Mike Yardner
- 1991 : Aftermath: A Test of Love (TV) : Irene
- 1991 : Murder in New Hampshire: The Pamela Wojas Smart Story (TV) : Judy Smart
- 1991 : Keeping Secrets (TV) : Marion Mahoney
- 1992 : Mattie's Waltz (TV) : Mattie
- 1993 : Dragon, l'histoire de Bruce Lee (Dragon: The Bruce Lee Story) : Vivian Emery
- 1993 : A Walton Thanksgiving Reunion (TV) : Olivia Walton
- 1995 : A Walton Wedding (TV) : Olivia Walton
- 1997 : A Walton Easter (TV) : Olivia Walton
- 1997 : L'Alarmiste (Life During Wartime) : Beth Hudler
- 1998 : A Father for Brittany (TV) : Edna Humphreys
- 2000 : For the Love of May : Mary Lou
- 2003 : New York, unité spéciale (saison 4, épisode 17) : Candace Lamerly
- 2005 : Loggerheads : Sheridan Bellamy
- 2005 : Lethal Eviction : Elsa
- 2005 : Scrubs (TV) : Patricia Wilk
- 2009 : Les Malheurs de Chrissa (An American Girl: Chrissa Stands Strong) (TV) : Nana Louise Hanlon
- 2011 : Les Feux de l'amour (TV) : Katherine Chancellor #2
- 2022 : Monster: The Jeffrey Dahmer Story (Netflix) : Catherine Dahmer

## Récompenses et nominations

### Récompenses
- Emmy Award du meilleur premier rôle féminin d’une série de prime-time (1973, 1974, 1976)